# Christopher Cross
Christopher Charles Geppert (San Antonio, Texas, 3 de mayo de 1951), conocido por su nombre artístico Christopher Cross, es un cantautor estadounidense, ganador de un Óscar, un Globo de Oro y cinco Premios Grammy.

## Carrera
Su verdadero nombre es Christopher Geppert. Su composición más conocida es "Arthur's Theme (Best That You Can Do)" para la película Arthur protagonizada por Dudley Moore y Liza Minnelli. La canción ganó el Óscar en 1981 (premio compartido con Burt Bacharach, Carole Bayer Sager y Peter Allen).
Cross tocaba con un grupo de Austin llamado Flash antes de firmar un contrato con Warner Bros., gracias al cual publicó un primer álbum llamado Christopher Cross en 1979 por el cual ganó 5 premios Grammy. Recibió en una misma gala los 4 premios principales que son: mejor grabación, mejor canción, mejor álbum y mejor artista novel. De este álbum destacan las canciones "Sailing", "Ride Like the Wind" y "Never Be the Same".
Su segundo álbum llamado Another Page de 1983 incluía las canciones "Think of Laura" y "All Right".

## Sencillos
| Título                                  | Posición en Billboard Hot 100 | Año           | Álbum                   |
| --------------------------------------- | ----------------------------- | ------------- | ----------------------- |
| "Ride Like the Wind"                    | #2                            | March 1980    | Christopher Cross       |
| "Sailing"                               | #1                            | July 1980     | Christopher Cross       |
| "Never Be The Same"                     | #15                           | October 1980  | Christopher Cross       |
| "Say You'll Be Mine"                    | #20                           | April 1981    | Christopher Cross       |
| "Spinning"                              | -                             | 1980-1981     | Christopher Cross       |
| "Arthur's Theme (Best That You Can Do)" | #1                            | August 1981   | Arthur (soundtrack)     |
| "All Right"                             | #12                           | January 1983  | Another Page            |
| "No Time For Talk"                      | #33                           | May 1983      | Another Page            |
| "Think Of Laura"                        | #9                            | December 1983 | Another Page            |
| "Every Turn of the World"               | -                             | 1985          | Every Turn Of The World |
| "A Chance For Heaven"                   | #76                           | 1984          | -                       |
| "Charm the Snake"                       | #68                           | 1985          | Every Turn Of The World |
| "Ride Like The Wind (Remix)"            | -                             | 2001          | -                       |

## Premios y distinciones
Premios Óscar
| Año  | Canción                | Categoría                               | Película                  | Resultado |
| ---- | ---------------------- | --------------------------------------- | ------------------------- | --------- |
| 1982 | Mejor canción original | «Arthur's theme (Best that you can do)» | Arthur, el soltero de oro | Ganador   |

- Globo de Oro a la mejor canción original, 1981, "Arthur's Theme (Best That You Can Do)"
- Grammy, 1981 - Grabación del año - "Sailing"
- Grammy, 1981 - Álbum del año - Christopher Cross
- Grammy, 1981 - Canción del año - "Sailing"
- Grammy, 1981 - Mejor artista novel - Christopher Cross
- Grammy, 1981 - Mejor arreglo de acompañamiento para vocalista(s) - "Sailing"

## Discografía

### Álbum en estudio
- 1979: Christopher Cross (Warner Bros.)
- 1983: Another Page (Warner Bros.)
- 1985: Every Turn of the World (Warner Bros.)
- 1988: Back of My Mind (Warner Bros.)
- 1992: Rendezvous (BMG)
- 1995: Window (Priority)
- 1998: Walking in Avalon (CMC)
- 2000: Red Room (CMC)
- 2007: A Christopher Cross Christmas (Ur)
- 2008: The Café Carlyle Sessions (Absolute)
- 2010: Dr. Faith (Ear)
- 2010: Christmas Time Is Here (Ear)
- 2013: A night in Paris (Eagle Records)
- 2014: Secret ladder (Christopher Cross Records)
- 2017: Take Me As I Am (Christopher Cross Records)

### Recopilatorios
- 1993:The Best of Christopher Cross (WEA)
- 1999: Greatest Hits Live (CMC)
- 2002: The Very Best of Christopher Cross (Warner Bros.)
- 2011: Crosswords: The Best of Christopher Cross (101 Distribution)

### Bandas sonoras
- 1981: Arthur
- 1983: General Hospital
- 1984: Official Music of the XXIIIrd Olympiad
- 1986: Nothing In Common
- 2010: 30 Rock

## Datos adicionales
- El 3 de abril de 2020, Cross confirmó a través de su página de Facebook que había dado positivo por el virus COVID-19 y que estaba enfermo, pero que se estaba recuperando. Más tarde, Cross informó en Twitter que había perdido el uso de sus piernas, pero sus médicos le dijeron que debería recuperarse por completo. Los médicos le dijeron que su enfermedad desencadenó un episodio del síndrome de Guillain-Barré que provocó que los nervios de sus piernas dejaran de funcionar correctamente. En octubre de 2020, podía caminar con un bastón, pero dijo que su memoria y su habla se habían visto afectados. En 2021 y 2022 realizó su gira de conciertos del 40 aniversario, que originalmente se había planeado para 2020.

- La canción Think Of Laura no tiene nada que ver con los personajes Luke y Laura de la serie Hospital General que eran muy populares cuando la canción fue un éxito, sino con una amiga de la novia de Christopher que murió por una bala perdida mientras viajaba en un automóvil.
- Cross contribuyó con voces en la canción de David Lee Roth de 1985 llamada "California Girls".
- Cross también hizo voces en la canción de Alan Parsons "So Far Away" y alguna vez ha subido con él al escenario a interpretarla.
- La canción Loving Strangers (David's theme) es parte de la banda sonora de la película Nada en común de 1986, con Tom Hanks y Jackie Gleason.
- Su hija Madison Cross es cantante y actriz.
- El hijo mayor de Peter Griffin en la serie Padre de Familia (American Guy) se llama Christopher Cross Griffin.
- Christopher ostenta el récord de ser el único artista en ganar los denominados "Cuatro Grandes" de los premios Grammy en una sola ceremonia: Grabación del Año, Álbum del Año, Canción del Año, y Mejor Nuevo Artista, en 1981.